# Stadlau metróállomás
Stadlau egy metróállomás Bécsben a bécsi metró U2-es vonalán.

## Átszállási kapcsolatok
| U2 (Schottentor ↔ Seestadt) |                        |                         |
| Állomás                     | Átszállási kapcsolatok | Fontosabb létesítmények |
| Stadlau                     | S80 86A, 87A, 94A      | Vasútállomás            |